# Otis Thayer
Pour les articles homonymes, voir Thayer.
Otis B. Thayer, né en 1862 à Richland Center, Wisconsin (États-Unis), et mort le 16 août 1935 à Los Angeles (États-Unis), est un réalisateur, acteur, scénariste et producteur américain.

## Biographie
Né dans le Wisconsin, il est un des réalisateurs qui ont travaillé régulièrement avec la maison de production Selig dans les années 1910. Spécialisé dans le Western, de 1911 à 1928, l'année qui a terminé sa carrière, il a dirigé une soixantaine de films. Il a été aussi acteur et scénariste.

## Filmographie

### Comme réalisateur
- 1911 : A Romance of the Rio Grande
- 1911 : The Bully of Bingo Gulch
- 1912 : Two Men and a Girl
- 1912 : A Modern Ananias
- 1912 : A Cowboy's Best Girl
- 1912 : The Scapegoat
- 1912 : The Girl He Left Behind
- 1912 : The Horseshoe
- 1912 : The 'Diamond S' Ranch
- 1912 : Hypnotized
- 1912 : The Slip
- 1912 : All on Account of Checkers
- 1912 : His Chance to Make Good
- 1912 : Driftwood
- 1912 : According to Law
- 1912 : The Vagabonds
- 1912 : A Citizen in the Making
- 1912 : The Mystery of Room 29
- 1912 : The Adopted Son
- 1912 : Murray the Masher
- 1912 : The Double Cross
- 1912 : An Unexpected Fortune
- 1912 : Jack and Jingles
- 1912 : The Boob
- 1912 : The Wayfarer
- 1912 : A Cowboy's Mother
- 1912 : The Whiskey Runners
- 1912 : An Equine Hero
- 1912 : Circumstantial Evidence
- 1913 : Saved by the Juvenile Court
- 1914 : The Range War
- 1914 : The Ace of Diamonds
- 1914 : Pirates of the Plains
- 1914 : The Romance of Copper Gulch
- 1914 : Bringing in the Law
- 1914 : Across the Border
- 1915 : The Sins That Ye Sin
- 1916 : The Awakening of Bess Morton
- 1917 : The Mystery of No. 47
- 1918 :  Le Petit Chaperon rouge (Little Red Riding Hood)
- 1919 : Miss Arizona
- 1920 : The Desert Scorpion
- 1920 : Wolves of the Street
- 1920 : A Desperate Tenderfoot
- 1921 : Finders Keepers (1ère version)
- 1921 : A Western Feud
- 1921 : The Golden Lure
- 1921 : The Outlaw's Revenge
- 1921 : Out of the Depths  (Coréalisation : Frank Reicher)
- 1923 : Riders of the Range
- 1928 : Suzy soldat (Finders Keepers)
- 1928 : Tracy the Outlaw

### Comme acteur
- 1911 : Busy Day at the Selig General Office
- 1911 : A Novel Experiment
- 1911 : Montana Anna de Joseph A. Golden
- 1911 : The Mission Worker
- 1911 : The New Editor
- 1911 : Two Lives
- 1911 : The Warrant
- 1911 : A Fair Exchange
- 1911 : A Tennessee Love Story
- 1911 : Told in Colorado : Papa Bellaires
- 1911 : Why the Sheriff is a Bachelor : Levi Cohen
- 1911 : A New York Cowboy : The Boss
- 1911 : Western Hearts : Dr. Lane
- 1912 : Murray the Masher
- 1912 : The Double Cross
- 1912 : The Boob
- 1912 : The Wayfarer
- 1912 : Circumstantial Evidence
- 1920 : The Desert Scorpion : The Sheriff

### Comme scénariste
- 1911 : A Romance of the Rio Grande
- 1911 : The Bully of Bingo Gulch
- 1912 : The Scapegoat
- 1923 : Riders of the Range

### Comme producteur
- 1912 : An Equine Hero